# Evnomija
Evnomija (grško Ευνομία dobesedno dobri red) je v grški mitologiji ena od Horij; bila je boginja zakona in zakonitosti. Njeno nasprotje je boginja Disnomija.
Najbolj je bila čaščena v Atenah, Argosu in Olimpiji.